# Lower Shuckburgh
Lower Shuckburgh est un village et une ancienne paroisse civile du Warwickshire, en Angleterre.